# 麥肯齊·阿斯丁
麥肯齊·阿斯丁（Mackenzie Alexander Astin，1973年5月12日—）是美國的一位演員。他出生在洛杉磯，父母帕提·杜克、約翰·阿斯汀和哥哥西恩·艾斯汀也是演員。他曾在安眠書店中亮相。